# MYMY
MYMY（まいまい）は、浜田太一（濱田マ助）と山本天心（蘭丸陽一）からなるコントユニットである。
風刺コントグループ「ザ・ニュースペーパー」の創立メンバー。
「THE NEWS PAPER」在籍中には2000本以上のコントをこなしている。
現在は、ニュースネタだけではなく、地域に密着した地元ネタ、憲法9条、男女参画、国民投票、裁判員制度、デジタル放送、税金、セクハラネタなど講演会、パネルディスカッション、ディナーショー、お祭りなどにも出演して子供から大人まで楽しめる幅広いジャンルのパフォーマンスをおこなっている。
1997年にスポニチ芸術大賞優秀賞受賞。
現在はTHE NEWS PAPERに復帰し活躍中

## メンバー

### 山本天心
- 生年月日　：1962年10月4日
- 出身地　　：愛媛県宇和島市
- 血液型　　：O型
- 趣味　　　：ショッピング
- 特技　　　：パントマイム・身近な人の物まね
- 身長　　　：163cm
- 体重　　　：53kg
- スリーサイズ:B/86cm W/68cm H/90cm
- 足のサイズ : 24cm

### 浜田太一
- 生年月日　：1964年6月24日
- 出身地　　：埼玉県
- 血液型　　：O型
- 趣味　　　：釣り・ドライブ
- 特技　　　：ワッカ芸
- 身長　　　：175.5cm
- 体重　　　：75kg
- スリーサイズ:B/96.5cm W/87.5cm H/100cm
- 足のサイズ ：26cm

## 出演

### テレビ
- NHK　「新人演芸コンクール」決勝戦進出（2003.10）「迷宮美術館」
- TBS　「地球朝一番」「ウェイクアップ」「ブロードキャスター」「ニュース23」「サラリーマン金太郎4」
- 日本テレビ　「ウルトラ7：00」「ザ・サンデー」　「ものまねグランプリ」
- フジテレビ　 「上岡龍太郎にはダマされないぞ!」「冗談画報」
- テレビ朝日　「ザ・テレビ演芸」「プレステージ」「ブラックNEWS」「ジャーナリズム最前線」
- 狭山ケーブルテレビ　「狭山元気でチャ茶ちゃ」

### ライヴ
- 横山やすしの漫才教室
- 新春爆笑クラブ
- 芸能屋寄席　初笑い
- 日本武道館「LAVELA 2002 Special〜新しい地球の子供たちへ」
- 9条を守る会ライブ
- MYMYのコメディーパフォーマンスライブ（2005〜）
- 神谷明ファミリーコンサート
- MYMYのコントライブショー
- インターネットラジオ「MYMYの何だっけそれ!」

他多数